# Lujok, Kompaniivka
Lujok (în ucraineană Лужок) este un sat în așezarea urbană Kompaniivka din regiunea Kirovohrad, Ucraina.

## Demografie
Componența lingvistică a localității Lujok
     Ucraineană (95,71%)
     Belarusă (2,86%)
     Rusă (1,43%)
Conform recensământului din 2001, majoritatea populației localității Lujok era vorbitoare de ucraineană (95,71%), existând în minoritate și vorbitori de belarusă (2,86%) și rusă (1,43%).